# Zygia lehmannii
Zygia lehmannii  es una especie de árbol perteneciente a la familia de las leguminosas (Fabaceae). Es originaria de  Colombia.

## Distribución
La especie es conocida en Cauca (Colombia) según los registros confirmados y del Valle con menos registros definidos.

## Taxonomía
Zygia lehmannii fue descrita por (Harms) Britton & Rose y publicado en Annals of the New York Academy of Sciences 35(3): 130. 1936.
Sinonimia
- Pithecellobium lehmannii Harms basónimo
- Pithecolobium lehmannii Harms
- Zygia cuspidata L.Rico	[3][4]